# Vrijstaat Schwarzburg-Rudolstadt
De vrijstaat Schwarzburg-Rudolstadt  was van 1918 tot 1920 een vrijstaat in de huidige Duitse deelstaat Thüringen.

## Geschiedenis
De vrijstaat ontstond na het aftreden van Günther Victor  de laatste vorst van Schwarzburg-Rudolstadt. Hij trad in de Novemberrevolutie op 25 november 1918 als allerlaatste Duitse vorst af. In 1919 werd de vrijstaat Schwarzburg-Rudolstadt gesticht, die echter reeds in 1920 opging in het  Land Thüringen.